# باتل ماونتن (نيفادا)
باتل ماونتن (بالإنجليزية: Battle Mountain)‏ باتل ماونتن هو مكان مخصص للتعداد (CDP) في مقاطعة لاندر في ولاية نيفادا الأمريكية. وبلغ عدد سكان التجمع ما مجموعه 3,635 نسمة حسب تعداد عام 2010.  التجمع هو مقر مقاطعة لاندر رغم أنه لا يملك وضعا قانونيا كبلدية.  قاعدة التجمع الاقتصادية الأساسية هي تعدين الذهب وتعتمد على القمار القانوني بدرجة أقل.
يقع التجمع على الطريق السريع 80 بين وينموكا وإلكو.

## التركيبة السكانية
حدّد مكتب تعداد الولايات المتحدة بيانات التركيبة السكانية لباتل ماونتن في تعداد الولايات المتحدة. في ما يلي، التركيبة السكانية حسب تعدادي 2000 و2010.

### تعداد عام 2000
بلغ عدد سكان باتل ماونتن 2,871 نسمة بحسب تعداد عام 2000، وبلغ عدد الأسر 1,053 أسرة وعدد العائلات 732 عائلة مقيمة في المنطقة السكنية. في حين سجلت الكثافة السكانية 312.1 نسمة لكل كيلومتر مربع (808.3/ميل2). وبلغ عدد الوحدات السكنية 1,455 وحدة بمتوسط كثافة قدره 158.2 لكل كيلومتر مربع (409.7/ميل2).
وتوزع التركيب العرقي للمنطقة السكنية بنسبة 81.30% من البيض و0.14% من الأمريكيين الأفارقة و2.54% من الأمريكيين الأصليين و0.49% من الأمريكيين ذوي الأصول الآسيوية و0.03% من سكان جزر المحيط الهادئ و11.81% من الأعراق الأخرى و3.69% من عرقين مختلطين أو أكثر و23.58% من الهسبانيون أو اللاتينيون من أي عرق.
بلغ عدد الأسر 1,053 أسرة كانت نسبة 45.5% منها لديها أطفال تحت سن الثامنة عشر تعيش معهم، وبلغت نسبة الأزواج القاطنين مع بعضهم البعض 54.6% من أصل المجموع الكلي للأسر، ونسبة 9.9% من الأسر كان لديها معيلات من الإناث دون وجود شريك،  بينما كانت نسبة 5% من الأسر لديها معيلون من الذكور دون وجود شريكة وكانت نسبة 30.5% من غير العائلات. تألفت نسبة 25.2% من أصل جميع الأسر من عدة أفراد يعيشون في نفس المنزل ونسبة 4.8% كانت تتألف من شخص يعيش بمفرده يبلغ من العمر 65 عاماً أو أكثر. وبلغ متوسط حجم الأسرة المعيشية 2.71، أما متوسط حجم العائلات فبلغ 3.28.
بلغ العمر الوسطي للسكان 31.7 عاماً. وكانت نسبة 33.8% من القاطنين تحت سن الثامنة عشر، وكانت نسبة 8.1% بين الثامنة عشر والرابعة والعشرين عاماً، ونسبة 28.9% كانت واقعةً في الفئة العمرية ما بين الخامسة والعشرين والرابعة والأربعين عاماً، ونسبة 22.4% كانت ما بين الخامسة والأربعين والرابعة والستين، ونسبة 6.2% كانت ضمن فئة الخامسة والستين عاماً فما فوق. يوجد لكل 100 أنثى 105.0 ذكر، ويوجد لكل 100 أنثى في الثامنة عشر من عمرها فما فوق 105.8 ذكر.
بلغ متوسط دخل الأسرة في المنطقة السكنية 42,981 دولارًا، أما متوسط دخل العائلة فبلغ 50,995 دولارًا. وكان متوسط دخل الذكور 45,313 دولارًا مقابل 25,417 دولارًا للإناث. وسجل دخل الفرد الخاص بالمنطقة السكنية 16,975 دولارًا. وكانت نسبة 7.8% من العائلات ونسبة 11.8% من السكان تحت خط الفقر، وكان من هؤلاء نسبة 14.1% تحت سن الثامنة عشر ونسبة 20% في الخامسة والستين من العمر وما فوق.

### تعداد عام 2010
بلغ عدد سكان باتل ماونتن 3,635 نسمة بحسب تعداد عام 2010، وبلغ عدد الأسر 1,364 أسرة وعدد العائلات 951 عائلة مقيمة في المنطقة السكنية. في حين سجلت الكثافة السكانية 395.1 نسمة لكل كيلومتر مربع (1,023.3/ميل2). وبلغ عدد الوحدات السكنية 1,518 وحدة بمتوسط كثافة قدره 165 لكل كيلومتر مربع (427.3/ميل2).
وتوزع التركيب العرقي للمنطقة السكنية بنسبة 82.72% من البيض و0.44% من الأمريكيين الأفارقة و4.13% من الأمريكيين الأصليين و0.39% من الأمريكيين ذوي الأصول الآسيوية و0.03% من سكان جزر المحيط الهادئ و9.55% من الأعراق الأخرى و2.75% من عرقين مختلطين أو أكثر و24.54% من الهسبانيون أو اللاتينيون من أي عرق.
بلغ عدد الأسر 1,364 أسرة كانت نسبة 41.1% منها لديها أطفال تحت سن الثامنة عشر تعيش معهم، وبلغت نسبة الأزواج القاطنين مع بعضهم البعض 51% من أصل المجموع الكلي للأسر، ونسبة 12% من الأسر كان لديها معيلات من الإناث دون وجود شريك،  بينما كانت نسبة 6.7% من الأسر لديها معيلون من الذكور دون وجود شريكة وكانت نسبة 30.3% من غير العائلات. تألفت نسبة 25.4% من أصل جميع الأسر من عدة أفراد يعيشون في نفس المنزل ونسبة 8.8% كانت تتألف من شخص يعيش بمفرده يبلغ من العمر 65 عاماً أو أكثر. وبلغ متوسط حجم الأسرة المعيشية 2.65، أما متوسط حجم العائلات فبلغ 3.19.
بلغ العمر الوسطي للسكان 32.9 عاماً. وكانت نسبة 29.7% من القاطنين تحت سن الثامنة عشر، وكانت نسبة 9.5% بين الثامنة عشر والرابعة والعشرين عاماً، ونسبة 26.4% كانت واقعةً في الفئة العمرية ما بين الخامسة والعشرين والرابعة والأربعين عاماً، ونسبة 24.4% كانت ما بين الخامسة والأربعين والرابعة والستين، ونسبة 10.1% كانت ضمن فئة الخامسة والستين عاماً فما فوق. وتوزع التركيب الجنسي للسكان بنسبة 50% ذكور و50% إناث.

## المناخ
يظهر الجدول التالي التغييرات المناخية على مدار السنة لباتل ماونتن:
| البيانات المناخية لـباتل ماونتن                            | البيانات المناخية لـباتل ماونتن | البيانات المناخية لـباتل ماونتن | البيانات المناخية لـباتل ماونتن | البيانات المناخية لـباتل ماونتن | البيانات المناخية لـباتل ماونتن | البيانات المناخية لـباتل ماونتن | البيانات المناخية لـباتل ماونتن | البيانات المناخية لـباتل ماونتن | البيانات المناخية لـباتل ماونتن | البيانات المناخية لـباتل ماونتن | البيانات المناخية لـباتل ماونتن | البيانات المناخية لـباتل ماونتن | البيانات المناخية لـباتل ماونتن |
| الشهر                                                      | يناير                           | فبراير                          | مارس                            | أبريل                           | مايو                            | يونيو                           | يوليو                           | أغسطس                           | سبتمبر                          | أكتوبر                          | نوفمبر                          | ديسمبر                          | المعدل السنوي                   |
| ---------------------------------------------------------- | ------------------------------- | ------------------------------- | ------------------------------- | ------------------------------- | ------------------------------- | ------------------------------- | ------------------------------- | ------------------------------- | ------------------------------- | ------------------------------- | ------------------------------- | ------------------------------- | ------------------------------- |
| الدرجة القصوى °ف (°م)                                      | 67 (19)                         | 72 (22)                         | 80 (27)                         | 90 (32)                         | 97 (36)                         | 104 (40)                        | 109 (43)                        | 106 (41)                        | 102 (39)                        | 95 (35)                         | 80 (27)                         | 67 (19)                         | 109 (43)                        |
| متوسط درجة الحرارة الكبرى °ف (°م)                          | 42.8 (6.0)                      | 50.0 (10.0)                     | 57.7 (14.3)                     | 65.3 (18.5)                     | 74.6 (23.7)                     | 85.9 (29.9)                     | 95.8 (35.4)                     | 94.6 (34.8)                     | 84.4 (29.1)                     | 70.9 (21.6)                     | 53.5 (11.9)                     | 43.6 (6.4)                      | 68.3 (20.2)                     |
| متوسط درجة الحرارة الصغرى °ف (°م)                          | 16.8 (−8.4)                     | 22.2 (−5.4)                     | 27.1 (−2.7)                     | 30.9 (−0.6)                     | 38.9 (3.8)                      | 45.8 (7.7)                      | 51.4 (10.8)                     | 48.8 (9.3)                      | 40.3 (4.6)                      | 30.2 (−1.0)                     | 23.1 (−4.9)                     | 16.1 (−8.8)                     | 32.6 (0.3)                      |
| أدنى درجة حرارة °ف (°م)                                    | −35 (−37)                       | −25 (−32)                       | −3 (−19)                        | 8 (−13)                         | 14 (−10)                        | 24 (−4)                         | 31 (−1)                         | 28 (−2)                         | 11 (−12)                        | 3 (−16)                         | −9 (−23)                        | −39 (−39)                       | −39 (−39)                       |
| الهطول إنش (مم)                                            | 0.86 (22)                       | 0.68 (17)                       | 0.85 (22)                       | 0.91 (23)                       | 1.30 (33)                       | 0.77 (20)                       | 0.28 (7.1)                      | 0.34 (8.6)                      | 0.68 (17)                       | 0.67 (17)                       | 0.71 (18)                       | 0.72 (18)                       | 8.77 (222.7)                    |
| متوسط تساقط الثلوج إنش (سم)                                | 5.4 (14)                        | 3.1 (7.9)                       | 2.3 (5.8)                       | 1.3 (3.3)                       | 0.1 (0.25)                      | trace                           | 0.0 (0.0)                       | 0.0 (0.0)                       | trace                           | 0.4 (1.0)                       | 1.9 (4.8)                       | 4.6 (12)                        | 19.1 (49)                       |
| متوسط أيام هطول الأمطار (≥ 0.01 in)                        | 7.1                             | 7.0                             | 7.5                             | 7.1                             | 7.5                             | 4.7                             | 2.3                             | 2.7                             | 3.6                             | 4.3                             | 6.6                             | 6.2                             | 66.6                            |
| متوسط الأيام المثلجة (≥ 0.1 in)                            | 3.2                             | 2.3                             | 1.6                             | 0.9                             | 0.1                             | 0.0                             | 0.0                             | 0.0                             | 0.0                             | 0.2                             | 1.5                             | 2.4                             | 12.2                            |
| المصدر #1: National Oceanic and Atmospheric Administration |                                 |                                 |                                 |                                 |                                 |                                 |                                 |                                 |                                 |                                 |                                 |                                 |                                 |
| المصدر #2: National Weather Service, Elko                  |                                 |                                 |                                 |                                 |                                 |                                 |                                 |                                 |                                 |                                 |                                 |                                 |                                 |